# Agonac
Agonac är en kommun i departementet Dordogne i regionen Nouvelle-Aquitaine i sydvästra Frankrike. Kommunen ligger i kantonen Brantôme som tillhör arrondissementet Périgueux. År 2022 hade Agonac 1 809 invånare.

## Befolkningsutveckling
Antalet invånare i kommunen Agonac
Referens:INSEE